# 南京街 (新加坡)
南京街（英語：Nankin Street），新加坡牛车水的一条单向街，衔接桥南路和中国街。该街以曾经居住在新加坡的红头巾妇女以及19世纪在这条街上开店的锡匠为著。

## 名称
南京街以中国江苏省南京市命名。

## 历史
南京街是新加坡历史最悠久的街道之一，该街最早被记录于1822年莱佛士的城市规划当中。虽然附近的一些街道以中国的地名命名，但这条街道何时以及为何以中国南京市命名仍然是个谜。19世纪，一个名为“Sung Bai Kun”的客家秘密社团将这条街作为其根据地，该街当时因此声名狼藉。南京街在20世纪初曾以作为一条美食街为名，它到深夜仍为顾客提供食物。